# 若澤一世 (葡萄牙)
若泽一世（葡萄牙語：José I；1714年6月6日—1777年2月24日），綽號為改革者（o Reformador），葡萄牙国王，1750年至1777年在位。1714年10月，長兄佩德羅只有兩歲時夭折，若澤王子即被封為成為巴西親王及第15任布拉干薩公爵。
1729年若澤王子迎娶西班牙國王费利佩五世之女瑪麗安娜·維多利亞為妻。而其姊葡萄牙的芭芭拉嫁給西班牙王子、瑪麗安娜的兄長，後來的斐迪南六世為妻。瑪麗安娜·維多利亞為若澤王子產了四位女兒，因而沒有後嗣。

## 即位
若澤王子在1750年以35歲之齡即位後，立即將軍政大權交給总理塞巴斯蒂昂·若泽·德卡瓦略-梅洛。他又封其長女玛丽亚一世為巴西公主，視為合法的繼承人。若澤一世雖然名義上是君主，但是他在位期間實際並沒有管理朝政，軍政大權皆由塞巴斯蒂昂·若泽·德卡瓦略-梅洛主持。

### 大地震
1755年11月1日1755年里斯本大地震，隨之而來是海啸及燒了四日四夜的火災。巨浪淹沒了低窪地區，里斯本全城大部份被夷爲平地，最终造成100,000人死亡。若澤一世在地震後亦因此患上幽闭恐惧症，不敢住在石牆之下，他的大臣則在市郊的山上搭建了大型的帳篷供他居住。
在災難發生後，塞巴斯蒂昂·若泽·德卡瓦略-梅洛用果斷而又強硬的手段以穩定國家。他派人到城內滅火和移走屍體，以防止瘟疫爆發。他把屍體放進船隻之中並於塔霍河口進行海葬，而這種方法並不符合當時教会的習慣。另外，為了維持城內的秩序和防止有人趁火打劫，他也在城市附近的高處設置了很多絞架以作警示，但也有至少34人因此而被處绞刑。軍隊禁止人們離開市郊的範圍，並挑選強健的人協助清理瓦礫。

### 災後重建
塞巴斯蒂昂·若泽·德卡瓦略-梅洛召集了幾名優秀的建筑师，精心規劃了里斯本的新建築格局，更藉此機會重新規劃城市。他們興建了新的市中心、大量的廣場和廣闊道路。不足一年時間，里斯本已逐漸恢復規模。市中心臨街的一樓全部開闢成商鋪。在原來老王宮的地址上開闢了一大片廣場，命名爲「商業廣場」。這個名稱是爲了向那些爲重建里斯本提供了资金的資產階級們表示敬意。在廣場中央豎立著若澤一世身著戎裝騎著高頭大馬的全身像，以紀念這次重建。馬的腳下踏著一條毒蛇，代表著國王身邊的佞幸，包括塞巴斯蒂昂·若泽·德卡瓦略-梅洛意圖剷除的舊貴族政治敵對勢力。重建工作耗資龐大，葡萄牙以自巴西帶來的財富作為支持。

### 開明改革
1756年，塞巴斯蒂昂·若泽·德卡瓦略-梅洛借有人行刺若澤一世的消息大做文章，打倒對他抱有不滿的幾名大貴族。1757年，塞巴斯蒂昂·若泽·德卡瓦略-梅洛又以鐵腕手段殘酷地鎮壓北方種植葡萄。與此同時，他還不遺餘力的打擊在葡萄牙的耶稣会勢力，沒收田産，關閉學校，迅速將圣职者階層馴服。他的各種政績，讓國王獲得「改革者」的英名。
除了重建里斯本這個最大的政績之外，塞巴斯蒂昂·若泽·德卡瓦略-梅洛還特意改革了葡萄牙的教育。啟蒙時代的思想亦被海外歸來的知识分子從法国帶到了葡萄牙，導致塞巴斯蒂昂·若泽·德卡瓦略-梅洛大舉興辦教育事業，在打擊耶穌會後將教育轉移為國家規範發展。他建立了第一批國立小学，改革了大學的教育體制，開辦了商业院校專門教授經商技巧，同時還建立皇家貴族学校，將貴族子弟的教育納入了規範化的軌道。
除此之外，塞巴斯蒂昂·若泽·德卡瓦略-梅洛兼容尊重“新教”的生活習慣差異，不再強令他們一切遵循天主教會的規範。他亦在葡萄牙本土廢除了奴隶制度。以上種種措施被稱為「塞巴斯蒂昂·若泽·德卡瓦略-梅洛」。雖然當時所作的改革並非出自若澤一世的主意，而且他沉迷於逸樂奢華的生活。但是他能委政於总理塞巴斯蒂昂·若泽·德卡瓦略-梅洛，支持他進行改革，所以若澤一世亦被國民稱為“改革者” （Reformador）。

## 過世
1777年若澤一世過世，他的長女玛丽亚一世繼位。瑪麗亞一世非常不滿塞巴斯蒂昂·若泽·德卡瓦略-梅洛的傲慢及殘酷，所以塞巴斯蒂昂·若泽·德卡瓦略-梅洛的鐵血演說自此結束。
| 若澤一世布拉干萨王朝出生于：1714年6月6日逝世於：1777年2月24日 | 若澤一世布拉干萨王朝出生于：1714年6月6日逝世於：1777年2月24日 | 若澤一世布拉干萨王朝出生于：1714年6月6日逝世於：1777年2月24日 |
| 統治者頭銜                                                    | 統治者頭銜                                                    | 統治者頭銜                                                    |
| ------------------------------------------------------------- | ------------------------------------------------------------- | ------------------------------------------------------------- |
| 前任： 若昂五世                                               | 葡萄牙国王 1750年－1777年                                     | 繼任： 玛丽亚一世與佩德罗三世                                 |